# Paroligia ptyophora
Paroligia ptyophora là một loài bướm đêm trong họ Noctuidae.